# Phanerochaete subceracea
Phanerochaete subceracea är en svampart som först beskrevs av Edward Angus Burt, och fick sitt nu gällande namn av Harold H. Burdsall 1985. Phanerochaete subceracea ingår i släktet Phanerochaete och familjen Phanerochaetaceae.   Inga underarter finns listade i Catalogue of Life.